# Emile de Meester de Ravestein

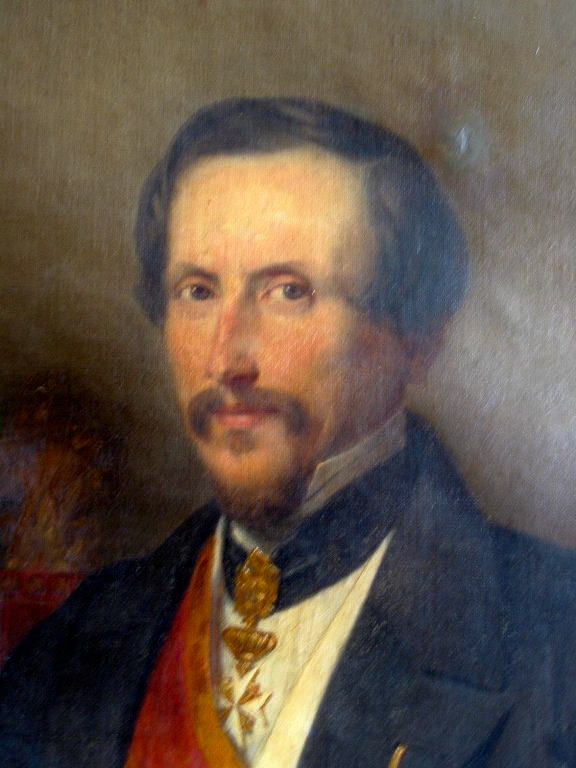
portret

Emile de Meester de Ravestein (Mechelen, 24 mei 1812 – Boortmeerbeek, 20 april 1889) was een Belgisch diplomaat en geoloog.
Hij was de zoon van Constantin de Meester de Ravestein. Na zijn rechtenstudie werd hij als diplomaat aangesteld aan de ambassade van Berlijn. Ook was hij jarenlang Belgisch gezant bij de Heilige Stoel. Daarnaast was hij een verzamelaar van oude kunst, en een verdienstelijk geoloog. Hij schonk 173 Egyptische objecten aan het Musée royal d'Armures, d'Antiquités et d'Ethnologie.
Na zijn dood werden verschillende stukken van zijn verzameling, waaronder zijn lithotheek uit het Kasteel Ravestein, aan de Belgische staat geschonken. Het kasteel schonk hij in 1885 aan de Commissie van Openbare Onderstand.

## Eretekens
- België: Officier in de Leopoldsorde[3]
- Commandeur Ernestijnse Huisorde
- Commandeur Orde van Sint-Gregorius de Grote
- Ridder in de Orde van Malta
- 3e klasse Orde van de Rode Adelaar.